# 長沙灣廣場

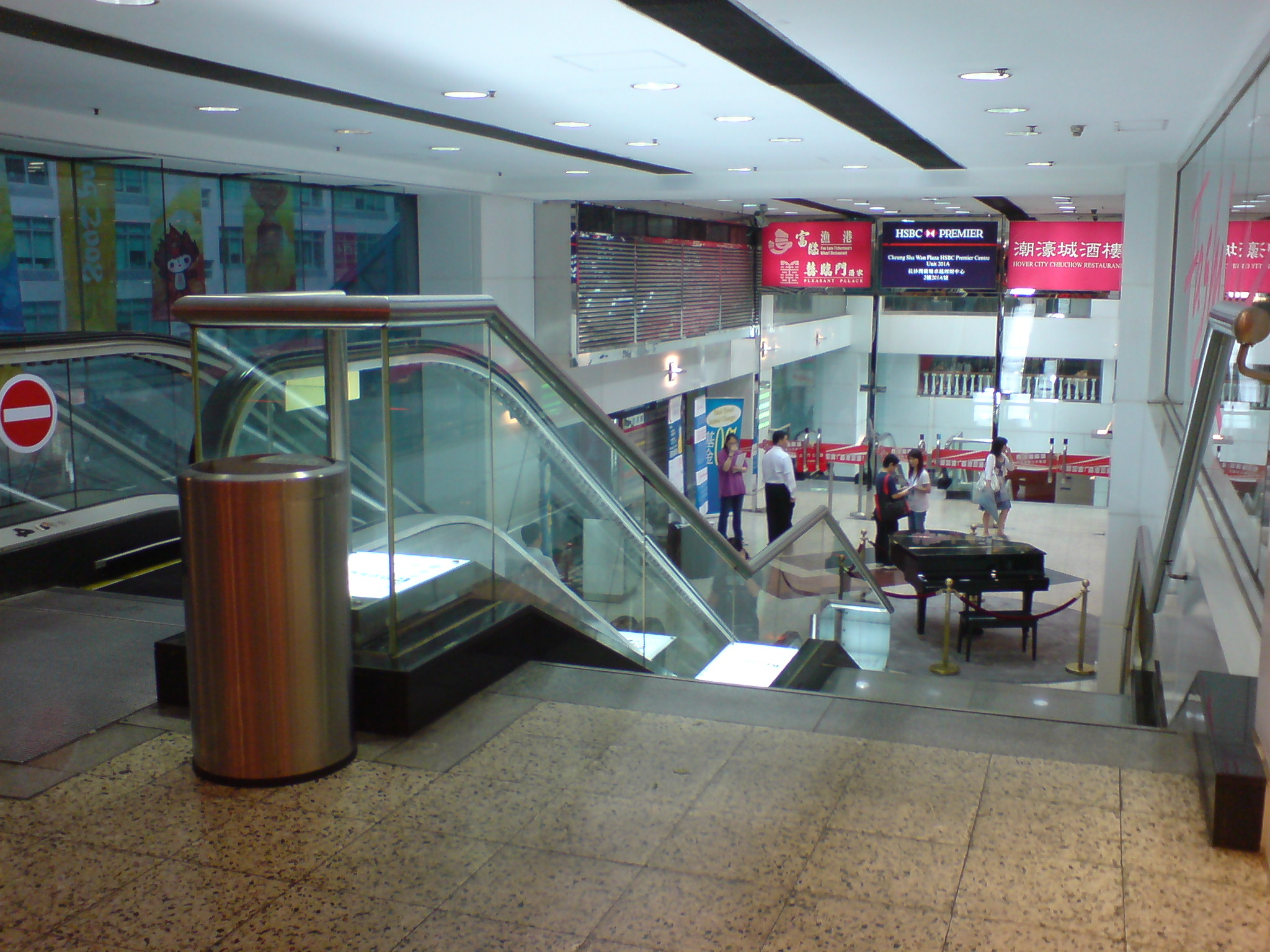
長沙灣廣場一期商場電梯

長沙灣廣場（英語：Cheung Sha Wan Plaza），是香港九龍長沙灣的一個商場及寫字樓建築物，由上市公司地產發展商麗新集團發展，位於長沙灣道，鄰近荔枝角站（長沙灣站則與之相距較遠），其基座為長沙灣公共交通交匯處，著名租戶包括舒適堡（2016年2月1日開幕）、匯豐銀行、恒生銀行、東亞銀行、渣打銀行、路政署、麥當勞、KFC等，2樓及3樓是長沙灣時裝批發廣場。

## 歷史
長沙灣廣場原本設有第1期、2期、3期。
- 第一期（即由荔枝角站A出口連接至商場）：1989年
- 第二期（連同巴士總站一併建成）：1992年9月13日
- 已取消的第三期：位於長沙灣道789號，被中國基督教播道會恩福堂於2000年以8300萬元購入，並自資興建播道會恩福堂新址，名為恩福中心，樓高20層，於2004年5月啟用。

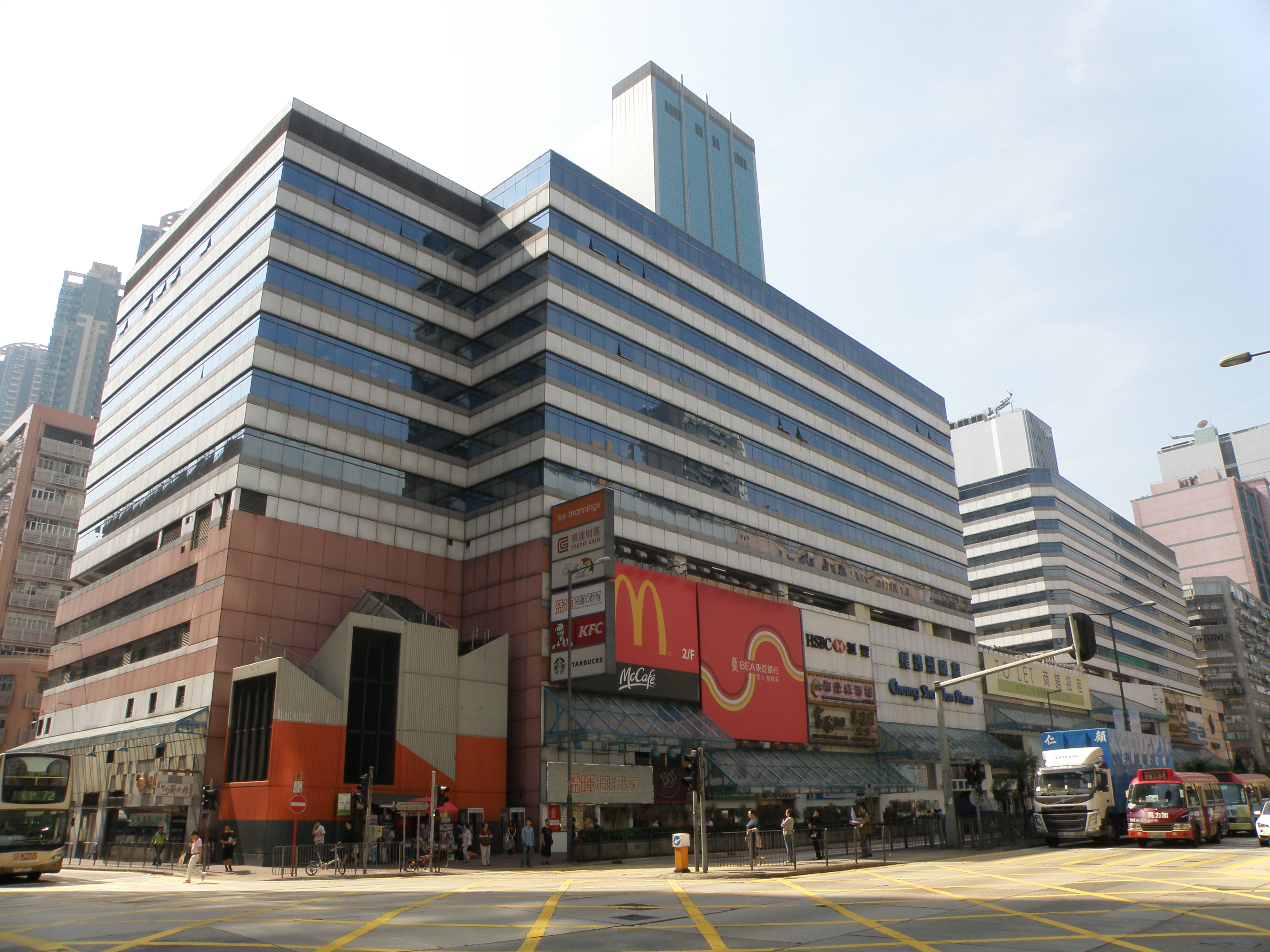
翻新前的長沙灣廣場

## 所屬區域的混淆
長沙灣廣場位於長沙灣，不是荔枝角，但因該處的港鐵站稱為荔枝角站，卻使民眾被誤導。長沙灣廣場外的巴士站（西行）被稱為「荔枝角站」。

## 鄰近
- 利豐大廈
- 萬利中心
- 香港工業中心
- 羅氏商業廣場
- 恩福堂
- D2 Place

## 其他
- 香港電視廣播有限公司時裝處境喜劇《愛·回家之開心速遞》中，以廣場的外觀輪廓交代為新威龍廣場。

時裝精品
Avion Dong 雅噹 3樓348-9鋪, 353鋪
日韓歐亞時裝精品 
男女兒童 衣履鞋襪

## 参看
- 香港商場列表

## 外部連結
- 長沙灣廣場 官方網站
- 長沙灣時裝批發廣場 官方網站 （页面存档备份，存于）

1. 1 2  .   [2019-07-05]. （原始内容存档于2017-02-05）.
2. ↑  .   [2019-07-05]. （原始内容存档于2017-01-10）.
3. ↑  西環水街＞荃灣福來邨 （页面存档备份，存于）
4. ↑  .   [2019-07-05]. （原始内容存档于2016-09-21）.
5. ↑  .   [2019-07-05]. （原始内容存档于2017-01-15）.